# Staurogyne candelabrum
Staurogyne candelabrum är en akantusväxtart som beskrevs av Cornelis Eliza Bertus Bremekamp. Staurogyne candelabrum ingår i släktet Staurogyne och familjen akantusväxter. Inga underarter finns listade i Catalogue of Life.